# Digitaria gayana
Digitaria gayana är en gräsart som först beskrevs av Carl Sigismund Kunth, och fick sitt nu gällande namn av Auguste Jean Baptiste Chevalier. Digitaria gayana ingår i släktet fingerhirser, och familjen gräs. Inga underarter finns listade i Catalogue of Life.